# Acácio Caetano Dias
Acácio Caetano Dias (Prado, Melgaço, 11 de março de 1935 – Parede, Cascais, 7 de março de 2013) foi um artesão e escultor português.

## Biografia

### Nascimento e Família
Nascido em Prado, concelho de Melgaço, a 11 de março de 1935, Acácio Caetano Dias era filho de Amadeu Maria Dias, artesão e latoeiro, conhecido na localidade como Amadeu «Rato», e de Maria Fernandes da Silva, doméstica, sendo ambos oriundos de famílias humildes.

### Vida Profissional
Com apenas alguns anos da instrução primária completos e tentando ajudar financeiramente a sua família, começou a trabalhar com apenas 12 anos no Grande Hotel do Peso, situado na sua terra natal, sendo pouco depois convidado por um hóspede para trabalhar como ajudante de despenseiro no antigo Colégio Almeida Garrett, localizado no centro histórico do Porto. Devido às dificuldades económicas que a sua família enfrentava, os seus pais aceitaram a proposta de trabalho do seu filho e Acácio Caetano Dias partiu para a cidade, onde após alguns anos foi promovido ao cargo de 2º cozinheiro. Tendo aprendido com o seu pai a arte de trabalhar o ferro, o bronze, o cobre e o latão desde pequena idade e regressando temporariamente a Melgaço, quer de férias quer entre trabalhos, durante esse período, abriu uma oficina na Vila, que partilhava com o sapateiro e seu amigo Henrique «Abelhão» Gonçalves, começando a explorar de forma autodidata a escultura. Mudando-se para Lisboa na década de 1950, trabalhou nos estaleiros da Companhia União Fabril (CUF), primeiro como apontador e depois como caldeireiro de cobre, e, em 1959, na agência de Cascais do Banco Nacional Ultramarino (BNU), onde exerceu como serralheiro, tendo ainda inventado uma máquina que selava a correspondência e outra que enfardava documentos para depois serem armazenados ou triturados. Conseguindo juntar dinheiro suficiente para prosseguir os seus estudos, após completar a instrução primária, pediu transferência para a Biblioteca Ultramarina e, mais tarde, para o Armazém de Móveis da mesma empresa, onde trabalhou até 1973.

### Obra e Exposições

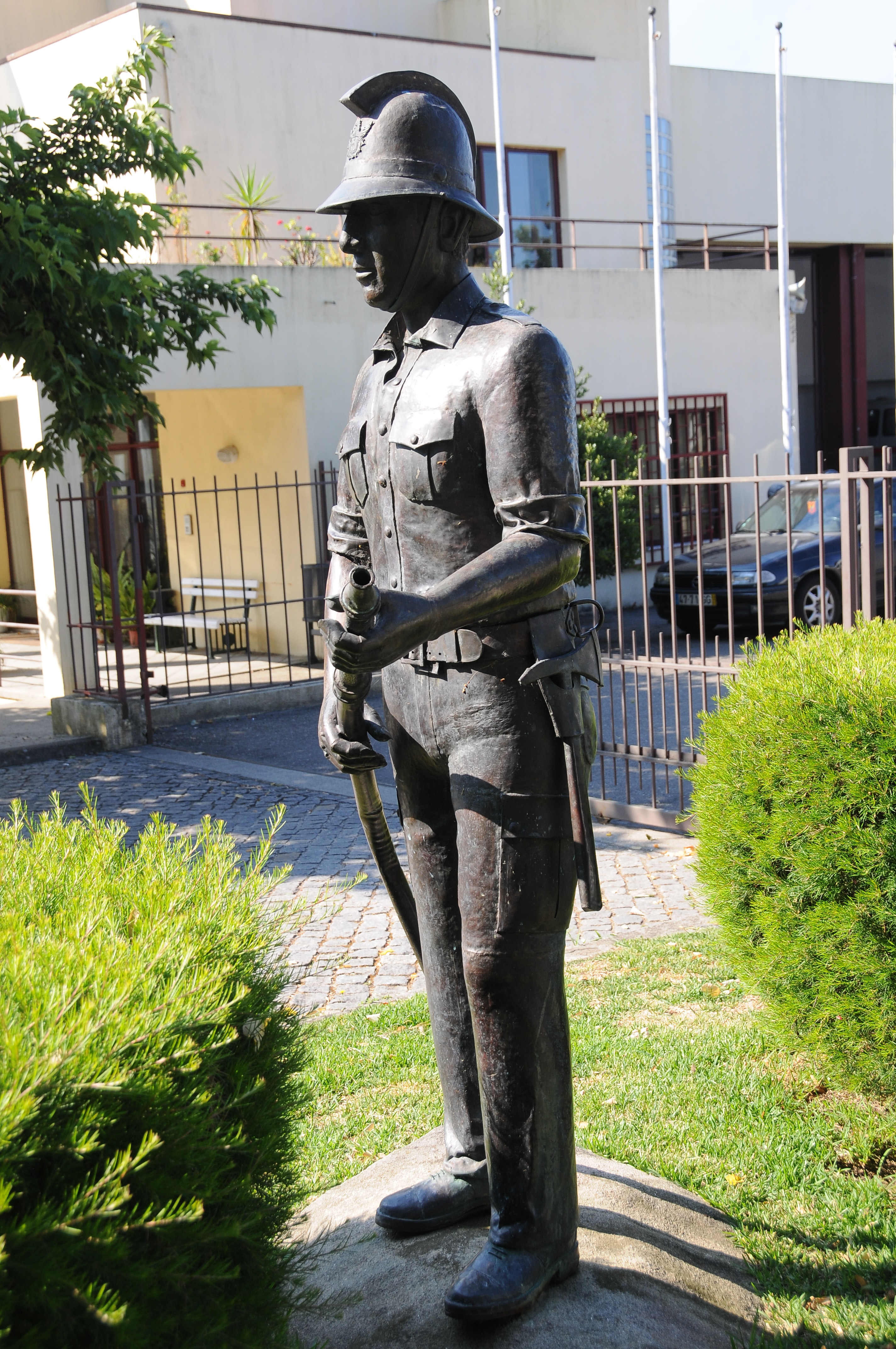
Escultura "Bombeiro" de Acácio Caetano Dias, exposta em Melgaço

Com 38 anos de idade, Acácio Caetano Dias fixou-se com a sua esposa e filha em Cascais, passando a dedicar-se somente à escultura. Sem formação académica, começou a participar em várias feiras de artesanato e exposições colectivas, travou amizade com artistas emergentes portugueses e recebeu orientações de escultores de renome como Lagoa Henriques, Anjos Teixeira, Soares Branco e Manuela Madureira. Conseguindo expor pela primeira vez, em 1984, na Faculdade de Belas Artes da Universidade de Lisboa (FBAUL), então denominada Escola Superior de Belas-Artes de Lisboa (ESBAL), recebeu uma menção honrosa, seguindo-se várias exposições, competições e premiações, tais como o primeiro e segundo prémio de escultura na V Quinzena Cultural Bancária (1985), realizada no Hotel Altis e promovida pelo Sindicato dos Bancários do Sul e Ilhas, uma menção honrosa na VII Quinzena Cultural Bancária (1988), o segundo lugar na categoria de melhor escultura na VIII Quinzena Cultural Bancária (1990), realizada no Palácio Foz, e na IX Quinzena Cultural Bancária (1992), assim como os primeiros prémios nas competições Artempresa I (1993), com a obra «Camilo Castelo Branco», e na X Quinzena Cultural Bancária (1994), entre muitas outras participações em diversos concursos nacionais.
Ganhando fama de «o melhor artista português a trabalhar o bronze», Acácio Caetano Dias concorreu na década de 1980 no concurso nacional para a construção do Monumento às Mães, exposto diante da Maternidade Alfredo da Costa em Lisboa, ficando em segundo lugar, atrás de Rogério da Fonseca Machado.
As suas obras encontram-se maioritariamente na posse privada de coleccionadores de arte ou no acervo público e municipal da sua terra natal, estando exposta, diante do Quartel dos Bombeiros Voluntários de Melgaço, a obra «Bombeiro» em homenagem aos "soldados da paz".

### Morte
Faleceu a 7 de março de 2013, em Cascais, com 77 anos de idade.